# Осыково (Старобешевский район)
Осы́ково (укр. Осикове) — село на Украине, находится в Старобешевском районе Донецкой области. Под контролем самопровозглашённой Донецкой Народной Республики.

## География
Село расположено вдоль реки под названием Осиновая (левый приток Кальмиуса), в основу названия населённого пункта лёг украинский вариант гидронима («Осыкова» — укр. Осикова).

#### Соседние населённые пункты по странам света
С: Новодворское, Михайловка
СЗ: Чумаки, Александровка, Светлое
СВ: Володарского, Червоносельское, Зеркальное (в верховьях Осиновой)
З:  Горбатенко, Вознесенка, город Старобешево
В: Клёновка, Свободное, Мережки
ЮЗ: Новокатериновка (ниже по течению Осиновой), Ребриково, Береговое
ЮВ: Петренки, Строитель
Ю: Прохоровское, Шмидта, Шевченко

## Население
Население по переписи 2001 года составляло 1228 человек.

## Общие сведения
Код КОАТУУ — 1424585701. Почтовый индекс — 87233. Телефонный код — 6253.

## Адрес местного совета
87233, Донецкая область, Старобешевский р-н, с.Осыково, ул.Советская, 66